# Keszthely
Keszthely ([ˈkɛsthɛj]) és una ciutat d'Hongria situada al comtat de Zala, a l'extrem occidental del llac Balaton.
Tot i que habitada, almenys, des de temps de l'antiga Roma (cultura de Keszthely i la llengua romànica pannona), la primera prova escrita de l'existència de la ciutat de Keszthely es remunta a un document datat de 1247. Des de l'any 1421 Keszthely és una ciutat comercial.
En l'actualitat, una de les seves atraccions turístiques més notables és el palau Festetics, d'estil barroc i construït al 1745. Així mateix, el Museu Balaton té exposicions geològiques i arqueològiques i tracta principalment la història del llac Balaton. A Keszthely hi ha la Facultat d'Agricultura de la Universitat de Pannònia (en hongarés: Pannon Egyetem), abans Universitat de Veszprém (Veszprémi Egyetem), fundada l'any 1949.

## Ciutats agermanades
La ciutat de Keszthely està agermanada amb:
- Boppard, Alemanya
- Hof van Twente, Països Baixos
- Stary Sacz, Polònia
- Lancut, Polònia
- Turnov, República Txeca
- Levoča, Eslovàquia
- Piran, Eslovènia
- Litomyšl, República Txeca
- Piwniczna-Zdrój, Polònia
- Jedrzejów, Polònia
- Alanya, Turquia